# Bliss

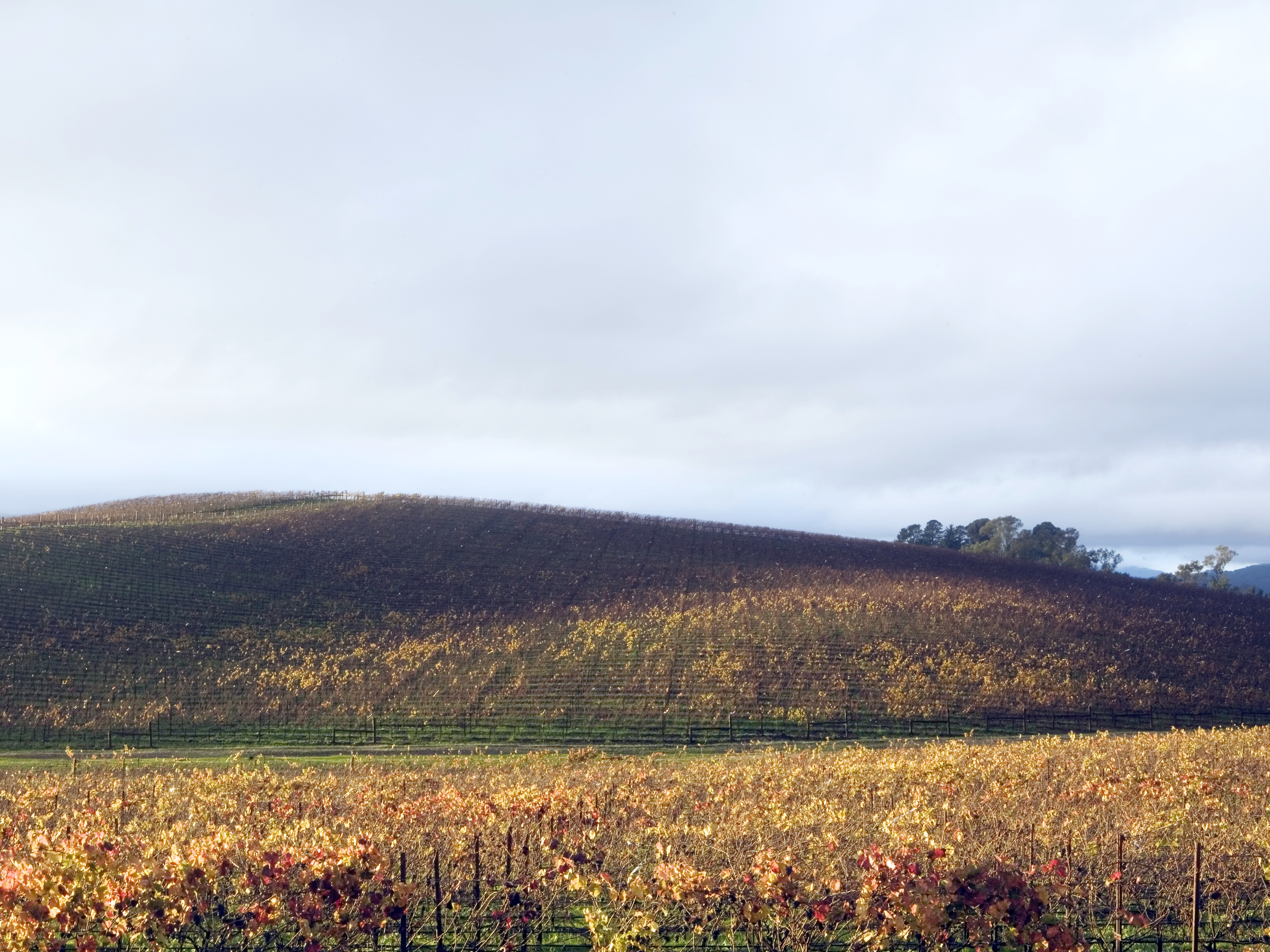
Це саме місце в листопаді 2006.

Bliss («Блаженство», «Безтурботність») — фотографія із зображенням сонячного лугу, зроблена в окрузі Напа, Каліфорнія, на схід від Сонамської долини. На ній зображений похилий зелений пагорб і блакитне небо з ділянками шарувато-купчастої та перистої хмарності. За умовчанням використовується як фоновий малюнок (шпалера) робочого столу операційної системи Windows XP.
У листопаді 2006 року мистецький проєкт Goldin+Senneby відвідав місце в Сономській долині, де був зроблений знімок «Безтурботність», зробивши фотографію «After Microsoft» з приблизно тієї ж точки десять років потому.
У 2006 році швейцарський фотограф Себастьєн Меттра представив публіці фотографію під назвою «Зелений пагорб, за мотивами Білла Гейтса». Попри відому схожість пейзажу, знімок Меттра був зроблений у Швейцарії, а не в Каліфорнії.

## Цікаві факти
- Автор фотографії — Чарльз О'Рір — впродовж багатьох років працював на Білла Гейтса, засновника компанії Microsoft, яка випускає Windows.